# San Vito (Sardegna)
San Vito (Santuidu in sardo) è un comune italiano di 3 388 abitanti della città metropolitana di Cagliari, posto nella subregione storica del Sarrabus. Con una superficie di 231,64 km², è il 6º comune più esteso della regione, dopo Sassari, Olbia, Arbus, Ozieri e Teulada.

## Storia
Il territorio di San Vito è ricco di testimonianze del periodo prenuragico e nuragico come le domus de janas e i nuraghi. Sono presenti inoltre tracce puniche e romane.
Nel medioevo fece parte del Giudicato di Cagliari, nella curatoria del Sarrabus, e successivamente del giudicato di Gallura per poi essere annesso nei territori d'oltremare di Pisa nel 1258. Conquistato dagli aragonesi nel 1324, seguì le vicende del Regno di Sardegna aragonese.
Nel 1363 gli aragonesi incorporarono il paese nella contea di Quirra, data in feudo dal Re di Aragona Pietro IV il Cerimonioso a Berengario Carroz. La contea fu trasformata in marchesato nel 1603, e San Vito ne fece parte; il marchesato fu feudo prima dei Centelles, poi degli Osorio de la Cueva, ai quali fu riscattato nel 1839 con la soppressione del sistema feudale.

## Monumenti e luoghi d'interesse

### Architetture religiose
- Chiesa di San Vito
- Chiesa di San Lussorio
- Chiesa di Santa Maria
- Santuario di San Priamo
- Chiesa di Sant'Antioco
- Chiesa di Sant'Andrea
- Chiesa di Santa Barbara

### Architetture civili
Monte Narba: Già conosciuto nel Settecento, a partire dalla metà dell’Ottocento quello di Monte Narba divenne uno dei principali giacimenti di piombo e argento d'Italia. Il villaggio venne costruito nel 1864, quando la miniera fu concessa alla Società Lanusei. Era una vera e propria piccola cittadina: c'era il telefono, l'energia elettrica, le case per gli impiegati e i dirigenti, un ospedale, la falegnameria e l'officina meccanica. Gli edifici hanno subito molti crolli e questo rende difficile l’esplorazione degli interni, soprattutto per quanto riguarda Villa Madama, il palazzo di tre piani dov'era ospitato il direttore.

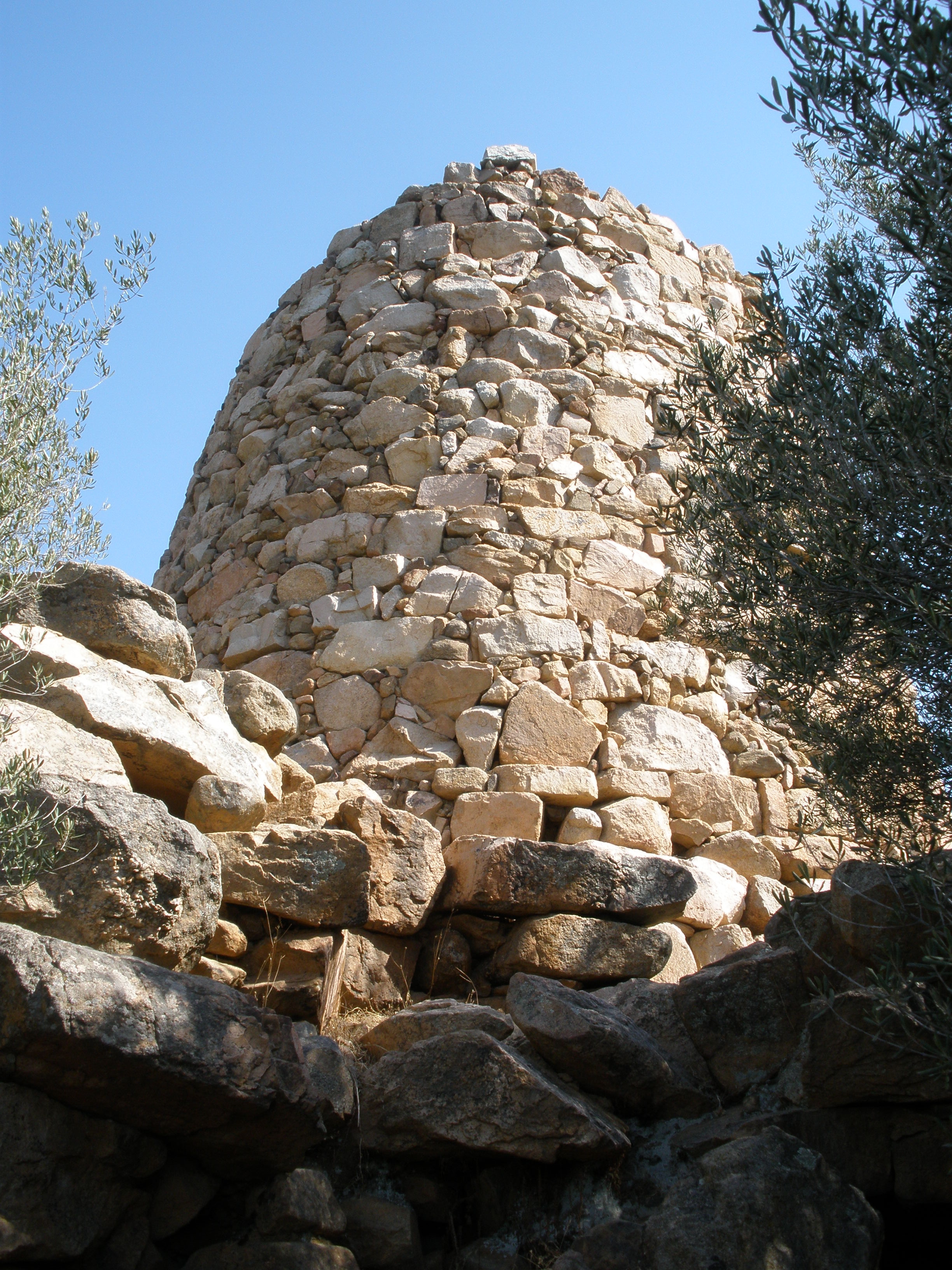
Nuraghe Asoru

### Siti archeologici
- Necropoli di Pranu Narbonis
- Nuraghe Asoru
- Nuraghe Genna Mesa

## Società

### Evoluzione demografica
Abitanti censiti

### Lingue e dialetti

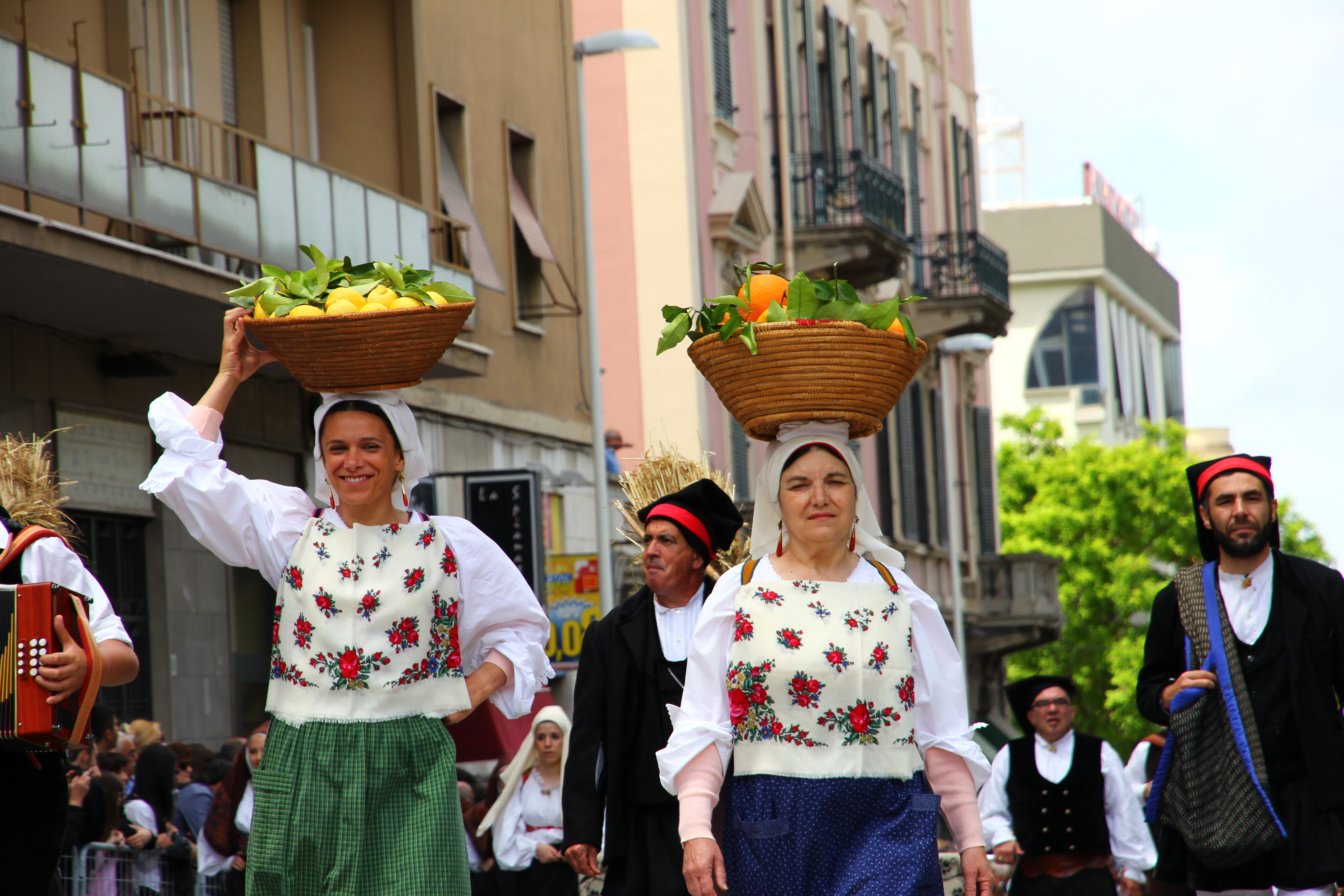
Costume tradizionale di San Vito

La variante del sardo parlata a San Vito è il campidanese sarrabese. Caratteristica della variante parlata a San Vito, e in tutto il sarrabus è la Occlusiva glottidale sorda

## Cultura

### Musei
Il palazzo Civico Sanvitese, palazzo comunale in precedenza sede della Regia caserma dei Carabinieri, costruito a fine 1800 in granito e terra cruda, ospita il museo de La Via dell’Argento, che documenta storia e vita mineraria attraverso fonti orali, documenti, fotografie e oggetti di lavoro.

### Eventi
La “Sagra de sa Pratzira e de sa Petza de Craba” si svolge nell’ultimo sabato della terza decade di luglio: l'evento ha il suo fulcro nella distribuzione di Pratzira e Carne di Capra arrosto.

## Economia
Il territorio di San Vito è notoriamente votato, così come il resto del Sarrabus, alla coltivazione degli agrumi: i terreni alluvionali, sabbiosi, umidi per la presenza del Flumendosa e del Flumini Uri sono ideali per la coltivazione di arance, mandarini, mandaranci. La zona geografica esprime anche cultivar specifici.

### Arancio Tardivo di San Vito[9]
L'arancio tardivo di San Vito è una varietà di arancio tipica della zona che produce frutti molto succosi, privi di semi, molto zuccherini e, appunto, tardivi rispetto alla tipica stagionalità delle arance, arrivando ad essere disponibile e maturo sulle piante tra maggio e giugno. Il cultivar Tardivo di San Vito è una variante dell'arancio di Muravera, derivato da aranci Valencia